# Haliclona cavernosa
Haliclona cavernosa är en svampdjursart som först beskrevs av Gustavo Pulitzer-Finali 1993.  Haliclona cavernosa ingår i släktet Haliclona och familjen Chalinidae.
Artens utbredningsområde är Kenya. Inga underarter finns listade i Catalogue of Life.